# Alphabet mandéen
Cette page contient des caractères spéciaux ou non latins. S’ils s’affichent mal (▯, ?, etc.), consultez la page d’aide Unicode.
L’alphabet mandéen ou mandaïte est un alphabet basé sur l’alphabet araméen auquel ont été ajoutées des voyelles, abandonnant l’usage du matres lectionis avec les anciennes consonnes des autres écritures sémitiques dont les voyelles ont été dérivées. Ce n’est pas un abjad (alphabet consonantique), en dépit de son apparence proche de celle de l’arabe, de sa direction d’écriture et de l’usage abondant des ligatures et formes contextuelles comparables à celles de l’écriture arabe ; il était utilisé pour écrire la langue mandéenne et l’est encore pour écrire les langues néo-mandéennes occidentale et orientale.
Le nom mandéen pour l’écriture est abagada ou abaga, d’après les premières lettres de l’alphabet qui s’écrit de droite à gauche.

## Structure de l’alphabet

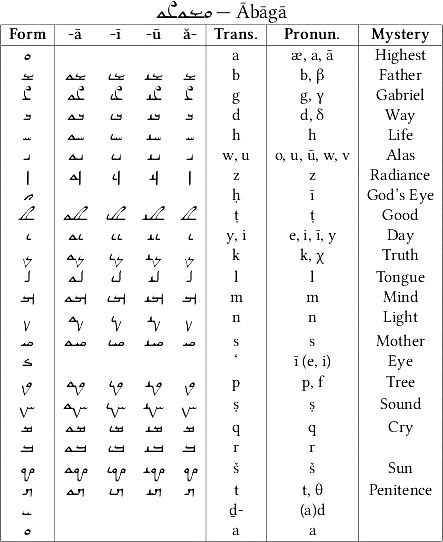
L’alphabet mandéen traditionnel (table présentée en anglais).

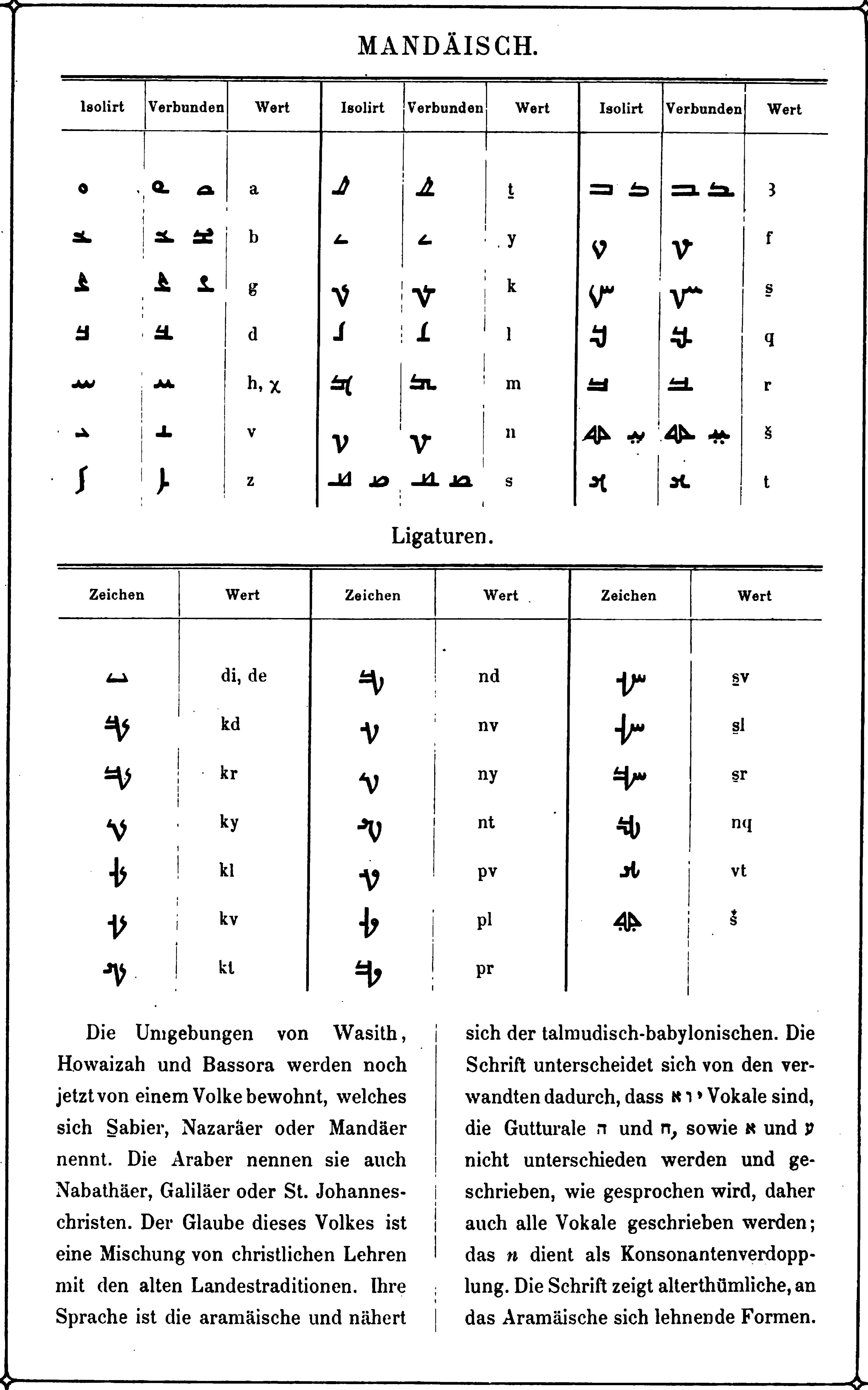
Formes contextuelles et ligatures de l’alphabet mandéen. Page extraite de Das Buch der Schrift de Carl Faulmann.

L’alphabet de base compte 24 lettres (comme le nombre 24 est signe de chance pour les mandéens, c’est le nombre d’heures dans une journée) :
- Les 22 premières lettres sont dérivées de l’alphabet araméen, dont :
  - Les 19 consonnes de l’araméen avec une nette évolution graphique plus proche de celle de l’alphabet arabe
  - 3 voyelles traitées comme des lettres à partie entière (sans aucune interprétation en tant que consonne puisque le matres lectionis est abandonné, ni d’aucun signe diacritique sur les 19 consonnes voisines) : halqa (voyelle ā longue, issue de la consonne alef sémitique), aksa (voyelle i issue de la consonne sémitique youd) et ushenna (voyelle u, issue de la consonne sémitique waw) ; elles ont conservé l’ordre alphabétique traditionnel de l’araméen dont elles sont issues, parmi les autres lettres de l’alphabet. Toutefois l’absence d’une voyelle après une consonne dénote parfois la prononciation d’une voyelle a courte (ǎ) ou d’un schwa après cette consonne.
- Deux lettres sont ajoutées à la fin, assez similaires à des ligatures de paires de lettres, mais traitées comme uniques car elles diffèrent par le fait qu’elles ne peuvent pas former de ligature avec les lettres voisines, et sont utilisés aussi comme des mots ou particules à part entière :
  - La 23e lettre est la lettre spéciale dushenna, également appelée adu pour des raisons culturelles (représentant la syllabe di mais translitérée ḏ et utilisée comme une consonne unique) est issue d’une ancienne ligature de la lettre ad (consonne d) avec la lettre aksa (voyelle i), et est indécomposable. Elle s’utilise comme une particule proclitique relative devant un mot (avec lequel elle ne forme aucune ligature), ou bien apparait en tant que mot isolé. Avec la 1re lettre de l’alphabet halqa (voyelle ā longue), et la 24e lettre suivante qui lui est liée, les Mandéens disent que l’abagada reflète l’alpha et l’oméga.
  - La 24e lettre est la lettre spéciale lettre kad (représentant les anciennes syllabes kadi mais translittérée kḏ et utilisée comme une syllabe unique) est issue d’une ancienne ligature de la lettre ak (consonne k) avec la lettre spéciale dushenna (consonne ḏ), et est aussi indécomposable. Elle s’utilise, seule, comme un adverbe de temps ou de similitude clitique après un autre mot (avec lequel elle ne forme aucune ligature), ou comme une conjonction traduisant « lorsque, quand, comme », ou bien apparait en tant que mot isolé de façon similaire au mot hébreu כדי k(ə)di (écrit sur trois lettres kaf, dalet et youd utilisé comme matres lectionnis) qui a une utilisation comparable.

La 24e lettre kad a remplacé, dans l’alphabet anciennement cité, la 1re lettre halqa (voyelle ā longue) où elle était répétée à cette position pour rappeler sa valeur courte en cas d’absence dans les mots écrits (cette ancienne utilisation n’est plus utilisée en néo-mandéen qui utilise des marques de vocalisation à la place).
À ces 24 lettres purement mandéennes est venue s’ajouter une 25e lettre ’ayin importée de l’alphabet arabe (ع), mais qui ne forme aucune ligature avec les autres lettres mandéennes voire arabes adjacentes, afin de transcrire les mots persans.

### Formes contextuelles
Comme pour l’écriture arabe, l’écriture mandéenne joint certaines lettres (consonnes ou voyelles) par un trait de liaison (kashida) qui donne des formes contextuelles à certaines lettres, selon qu'elles sont en position isolée, initiale, médiale ou finale, avec des lettres adjascentes.
Les lettres de formes verticales ou recourbées à gauche ne sont pas jointives à leur gauche, même si d'autres lettres les suivent, ce qui veut dire que leur forme contextuelle ne varie pas. Seule une voyelle, dushenna (voyelle u) ne se lie pas à gauche (en vertu de sa forme recourbée de ce côté) ni même à droite (alors qu'elle y possède de ce côté une extrémité de jonction horizontale : c'est la seule lettre dans ce cas, mais même si on la trouvait liée, cela ne changerait pas sa propre forme), alors que la 24e lettre spéciale kad, représentant un mot entier (en fait une particule de liaison), ne se lie jamais au mot adjascent qui la suit ou la précède. La 25e lettre ‘ayin, importée de l‘écriture arabe, ne se lie jamais aux autres lettres mandéennes.
Toutefois, contrairement à l’écriture arabe, les formes contextuelles adoptées, en cas de jonction avec une autre lettre (ou un signe de présentation kashida) placée avant elle à sa droite, subissent des déformations bien plus simples : aucun trait n’est enlevé et le squelette de la lettre conserve sa structure générale.
À ces formes contextuelles s’ajoutent des ligatures typographiques optionnelles, entre paires de lettres, qui ne se différencient pas sémantiquement des lettres qui les composent mais seraient simplement jointes par leurs formes contextuelles normale mais modifient légèrement leur jonction.

## Marques diacritiques
L’écriture mandéenne moderne fait appel à 3 marques diacritiques optionnelles sous les lettres de base, similaires aux points de l’écriture arabe, pour noter des altérations de certaines lettres ou simplement noter des sons de langues étrangères. Ces marques ne sont pas toujours transcrites dans les textes :

### Marque d’affrication
Elle s’écrit sous forme de deux points horizontaux centrés sous certaines consonnes, pour les modifier (affrication, lénition) ou en changer sensiblement l’articulation.
| Rang | Nom | Consonne seule | Consonne seule   | Consonne seule                    | Consonne seule          | Consonne avec marque d’affrication | Consonne avec marque d’affrication | Consonne avec marque d’affrication | Consonne avec marque d’affrication |
| Rang | Nom | Lettre         | Translittération | Valeur phonétique (transcription) | Valeur phonétique (API) | Lettre                             | Translittération                   | Valeur phonétique (transcription)  | Valeur phonétique (API)            |
| ---- | --- | -------------- | ---------------- | --------------------------------- | ----------------------- | ---------------------------------- | ---------------------------------- | ---------------------------------- | ---------------------------------- |
| 3e   | ag  | ࡂ              | G                | g                                 | [ɡ]                     | ࡂ࡙                                  | G̤                                  | γ                                  | [ɣ]                                |
| 4e   | ad  | ࡃ              | D                | d                                 | [d]                     | ࡃ࡙                                  | D̤                                  | δ                                  | [ð]                                |
| 5e   | ah  | ࡄ              | H                | h                                 | [h]                     | ࡄ࡙                                  | H̤                                  | ḥ                                  | [ħ]                                |
| 9e   | att | ࡈ              | T                | ṭ                                 | [tˁ]                    | ࡈ࡙                                  | Ṭ̤                                  | ẓ                                  | [zˁ]                               |
| 11e  | ak  | ࡊ              | K                | k                                 | [k]                     | ࡊ࡙                                  | K̤                                  | χ                                  | [χ]                                |
| 17e  | ap  | ࡐ              | P                | p                                 | [p]                     | ࡐ࡙                                  | P̤                                  | f                                  | [f]                                |
| 18e  | asz | ࡑ              | Ṣ                | ṣ                                 | [sˁ]                    | ࡑ࡙                                  | Ṣ̤                                  | ž ?                                | [ʒ] ?                              |
| 21e  | ash | ࡔ              | Š                | š                                 | [ʃ]                     | ࡔ࡙                                  | Š̤                                  | č, ǰ                               | [tʃ], [dʒ]                         |
| 22e  | at  | ࡕ              | T                | t                                 | [t]                     | ࡕ࡙                                  | T̤                                  | θ                                  | [θ]                                |

### Marque de vocalisation
Elle s’écrit sous forme d’un tiret horizontal centré sous les voyelles, pour en modifier la valeur ou la longueur.
| Rang | Nom    | Voyelle seule | Voyelle seule    | Voyelle seule     | Voyelle avec marque de vocalisation | Voyelle avec marque de vocalisation | Voyelle avec marque de vocalisation |
| Rang | Nom    | Lettre        | Translittération | Valeur phonétique | Lettre                              | Translittération                    | Valeur phonétique                   |
| ---- | ------ | ------------- | ---------------- | ----------------- | ----------------------------------- | ----------------------------------- | ----------------------------------- |
| 1re  | halqa  | ࡀ             | A                | [ā]               | ࡀ࡚                                   | A̱                                   | [a]                                 |
| 6e   | ushena | ࡅ             | U                | [u]               | ࡅ࡚                                   | U̱                                   | [o]                                 |
| 10e  | aksa   | ࡉ             | I                | [i]               | ࡉ࡚                                   | I̱                                   | [e]                                 |

### Marque de gémination
Elle s’écrit sous forme d’un point centré sous certaines consonnes, pour en marquer une prononciation désignée comme « dure » par les locuteurs du mandéen.
| Rang | Nom | Consonne seule | Consonne seule   | Consonne seule    | Consonne avec marque de gémination | Consonne avec marque de gémination | Consonne avec marque de gémination |
| Rang | Nom | Lettre         | Translittération | Valeur phonétique | Lettre                             | Translittération                   | Valeur phonétique                  |
| ---- | --- | -------------- | ---------------- | ----------------- | ---------------------------------- | ---------------------------------- | ---------------------------------- |
| 2e   | ab  | ࡁ              | B                | [b]               | ࡁ࡛                                  | Ḅ                                  | [bː]                               |
| 11e  | ak  | ࡊ              | K                | [k]               | ࡊ࡛                                  | Ḳ                                  | [kː]                               |
| 14e  | an  | ࡍ              | N                | [n]               | ࡍ࡛                                  | Ṇ                                  | [nː]                               |

## Autres signes et ponctuations
Comme dans l’écriture arabe, l’alphabet mandéen fait usage des kashida (ou tatouïl) pour justifier horizontalement les lignes de texte, en étendant la longueur des traits de jonction et de ligatures entre les lettres. Ces kashidas n’ont pas de lecture propre et peuvent s'insérer librement au sein des mots.

## Recherches
L'alphabet, la langue, l'histoire et la culture mandéennes ont donné lieu à de nombreuses études. Citons notamment celles de E. S. Drower (1937), de C. G. Häberl (1965) et celles plus récentes de R. Macuch.